# Shūgiin-Wahl 1972
- KPJ: 38
- Sonst.: 2
- SPJ: 118
- DSP: 19
- Kōmeitō: 29
- Unabh.: 14
- LDP: 271

Die Shūgiin-Wahl 1972 war die 33. Wahl zum japanischen Abgeordnetenhaus (Shūgiin), dem Unterhaus des Nationalparlaments. Sie fand am 10. Dezember 1972 statt und führte zur absoluten parlamentarischen Mehrheit der Liberaldemokratische Partei (LDP) in Japan. 
Fünf Monate nach Amtsantritt als LDP-Parteivorsitzender und Premierminister ließ Tanaka Kakuei zum 13. November 1972 das Shūgiin auflösen. Im September 1972 war Tanaka in die Volksrepublik China gereist und hatte eine gemeinsame Erklärung über die Aufnahme von diplomatischen Beziehungen und die Unterzeichnung eines Friedensvertrages unterzeichnet, der den Vertrag von Taipei des Jahres 1952 mit der Republik China (Taiwan) ablösen sollte. Vorausgegangen war die Anerkennung der Volksrepublik durch die Vereinigten Staaten unter Präsident Richard Nixon, die die japanische Regierung unvorbereitet getroffen hatte. Die Außenpolitik, insbesondere die Beziehungen zu den USA und zu China, war somit auch ein zentrales Wahlkampfthema. Daneben standen vor allem die Erhöhung der Verteidigungsausgaben, die anziehende Inflation, die Umweltverschmutzung und ein möglicher Ausbau des Sozialsystems zur Debatte.
Nach der Rückkehr Okinawas unter japanische Souveränität im Mai 1972 nahm die Präfektur erstmals seit dem Zweiten Weltkrieg wieder an allgemeinen Shūgiin-Wahlen teil; die Sitze waren bereits vor der Rückgabe noch in den US-Ryūkyū-Inseln in einer außerordentlichen Nachwahl 1970 gefüllt worden. Die Präfektur Okinawa bildete als Ganzes einen Wahlkreis mit fünf Abgeordneten, die Gesamtzahl der Abgeordneten stieg auf 491. Die Wahlbeteiligung betrug 71,8 %.
| Partei/Faktion   | Partei/Faktion                           | Stimmen    | Anteil  | Sitze | Änderung         | Änderung                         |
| ---------------- | ---------------------------------------- | ---------- | ------- | ----- | ---------------- | -------------------------------- |
| Partei/Faktion   | Partei/Faktion                           | Stimmen    | Anteil  | Sitze | zur letzten Wahl | zur Zusammensetzung vor der Wahl |
|                  | Liberaldemokratische Partei (LDP)        | 24.563.199 | 46,85 % | 271   | −17              |                                  |
| Fukuda-Faktion   | Fukuda-Faktion                           |            |         | 55    |                  |                                  |
| Tanaka-Faktion   | Tanaka-Faktion                           |            |         | 49    |                  |                                  |
| Ōhira-Faktion    | Ōhira-Faktion                            |            |         | 45    |                  |                                  |
| Nakasone-Faktion | Nakasone-Faktion                         |            |         | 38    |                  |                                  |
| Miki-Faktion     | Miki-Faktion                             |            |         | 36    |                  |                                  |
| Shiina-Faktion   | Shiina-Faktion                           |            |         | 18    |                  |                                  |
| Mizuta-Faktion   | Mizuta-Faktion                           |            |         | 13    |                  |                                  |
| Ishii-Faktion    | Ishii-Faktion                            |            |         | 9     |                  |                                  |
| Funada-Faktion   | Funada-Faktion                           |            |         | 9     |                  |                                  |
| Fujiyama-Faktion | Fujiyama-Faktion                         |            |         | 2     |                  |                                  |
| ohne Faktion     | ohne Faktion                             |            |         | 8     |                  |                                  |
|                  | Oppositionsparteien                      | 25.216.298 | 48,10 % | 206   | +24              |                                  |
|                  | Sozialistische Partei Japans (SPJ)       | 11.478.742 | 21,90 % | 118   | +28              |                                  |
|                  | Kommunistische Partei Japans (KPJ)       | 5.496.828  | 10,49 % | 38    | +24              |                                  |
|                  | Kōmeitō                                  | 4.436.756  | 8,46 %  | 29    | −18              |                                  |
|                  | Demokratisch-Sozialistische Partei (DSP) | 3.660.953  | 6,98 %  | 19    | −12              |                                  |
|                  | Sonstige (*)                             | 143.019    | 0,27 %  | 2     | (+2)             |                                  |
|                  | Unabhängige (*)                          | 2.645.582  | 5,05 %  | 14    | −2               |                                  |
| Summe            | Summe                                    | 52.425.079 | 100,0 % | 491   | +5               | +19 (14 Vakanzen)                |

(*) Sonstige: Ein Abgeordneter der „Sozialistischen Volkspartei Okinawa“ (沖縄社会大衆党, Okinawa shakai taishū-tō; nach der Wahl zur DSP-Fraktion) und einer der „Volkspartei Okinawa“ (沖縄人民党, Okinawa jinmin-tō; nach der Wahl zur KPJ-Fraktion). Von den gewählten Unabhängigen schlossen sich bis zum Tag der ersten Sitzung 13 der LDP-Fraktion an.

## Auswirkungen
Bei deutlich höherer Wahlbeteiligung als drei Jahre zuvor verlor die LDP zwar leicht, konnte aber in einer Kammer des Parlaments dank des Mehrheitswahlsystems eine klare absolute Mehrheit verteidigen. Tanakas Position in der Partei war nach der Wahl vom Volk bestätigt; sein wichtigster parteiinterner Rivale Fukuda Takeo wurde als Minister im neuen Kabinett eingebunden.
Während die mitte-links-Parteien, die DSP und die Kōmeitō, drastisch einbrachen, gingen die Gewinne der Opposition zu Gunsten der radikaleren SPJ und KPJ, die gegen den Sicherheitsvertrag mit den USA und die Erhöhung (bzw. Existenz) der Ausgaben für die Selbstverteidigungsstreitkräfte kämpften. Die KPJ errang die Position als zweitstärkste Oppositionspartei und übertraf die Schwelle von 20 Abgeordneten, die zur eigenständigen Einbringung von Gesetzentwürfen notwendig ist.
Die Wahl im 1. Wahlkreis Chiba (4 Sitze; bestehend aus Chiba, Ichikawa, Funabashi, Matsudo und den Landkreisen Chiba-gun, Ichihara-gun und Higashikatsushika-gun) wurde vom Obersten Gerichtshof für verfassungswidrig erklärt, aber wie auch bei verfassungswidrigen Sangiin-Wahlen üblich nicht annulliert oder wiederholt. Stattdessen wurde 1975 eine neue Wahlkreisaufteilung beschlossen und der 4. Wahlkreis Chiba mit zusätzlichen 3 Sitzen neu geschaffen.